# 1107 Lictoria
1107 Lictoria là một tiểu hành tinh vành đai chính bay quanh Mặt Trời. Nó được phát hiện bởi L. Volta ngày 30 tháng 3 năm 1929 ở Pino Torinese, Ý, và it was independently được phát hiện bởi Karl Reinmuth ở Heidelberg, Đức ngày 19 tháng 3 năm 1929. Tên ban đầu của nó là 1929 FB. Its name was derived from the symbol of the Italian fascist party, which was called "Fasci Littori," derived from Latin "Fasces Lictores."